# An Arcadian Maid
An Arcadian Maid é um filme mudo de curta-metragem estadunidense, do gênero dramático, lançado em 1910, escrito por Stanner E.V. Taylor e dirigido pelo cineasta D. W. Griffith.

## Elenco
- Mary Pickford
- Mack Sennett
- George Nichols
- Kate Bruce